# 森井眞
森井 眞（もりい まこと、1919年10月14日 - 2023年8月10日）は、日本の歴史学者。明治学院大学文学部名誉教授、元同学学長。長年、宗教改革者ジャン・カルヴァンの研究に従事した。日本基督教団千歳丘教会員。

## 生涯
1919年、秋田県生まれ（東京都生まれとする情報もある）。旧制第一高等学校卒業。1943年、東京帝国大学文学部西洋史学科を繰り上げ卒業。敗戦時まで従軍する。1959-1961年、ストラスブール大学プロテスタント神学部に留学。1961年、宗教学博士号取得。1965年、明治学院大学文学部フランス文学科助教授、1967年、同教授。1979年、同大学文学部長（- 1982年）、1982年、同大学学長（- 1992年）。1990年、定年退職、同大名誉教授となる。
2023年8月10日に死去。103歳没。

## 著書
- 『ジャン･カルヴァン　ある運命』（教文館）
- 『カルヴァン』（牧書店）
- 共著に昭和天皇の死去を受けて行われた弓削達（フェリス女学院大学元学長）との対談を収めた『精神と自由　より人間らしく生きるために』（オーロラ自由アトリエ）
- 明治学院大学キリスト教研究所編『現代世界に生きるキリスト教』（明治学院大学キリスト教研究所）

## 翻訳
- W.マーシャル・ホートン『キリスト教は文明を救いうるか』宮本武之助共訳、社会思想研究会出版部、1952（のち中公文庫）
- 『ガラテヤ･エペソ書』カルヴァン著作集刊行会、1962
- ジュール・ミシュレ『ジャンヌ・ダルク』田代葆共訳、中央公論社、1983.6（のち中公文庫）などがある。

## 映像資料
- 豊雅俊監督、朝倉景樹プロデューサー、東京シューレ大学映像プロジェクト制作による映像資料「森井眞：自由と尊厳を語り続ける歴史学者」（創造集団、2010年）がある[3]。